# Pinacosterna weymanni
Pinacosterna weymanni är en skalbaggsart som beskrevs av Max Quedenfeldt 1882. Pinacosterna weymanni ingår i släktet Pinacosterna och familjen långhorningar.
Artens utbredningsområde är Angola. Inga underarter finns listade i Catalogue of Life.